# フラワー級コルベット
フラワー級コルベット (英語: Flower class corvette) は、イギリス海軍が建造したコルベットの艦級。計画当初は対潜捕鯨船（A/S whaler）と称されていたが、後にコルベットとして扱われるようになった。なお、艦名はほとんどが花にちなんだものであることからこの名がある。
第二次世界大戦中、イギリスとカナダで多数が建造されたことから、イギリス海軍以外にもカナダ海軍やアメリカ海軍など他の連合国でも使用されており、米海軍で運用されたものについてはテンプトレス級コルベット（Temptress class patrol gunboats）と呼称されている。

## 来歴
1935年のドイツ再軍備宣言と英独海軍協定を受けて、1930年代末の時点で、国際情勢は既に次なる大戦に向けて動き始めていた。戦争が勃発した場合、外洋域での護衛艦もさることながら、局地防衛用の沿岸警備艦艇が重要となると予想されたことから、1939年1月、第一海軍卿は、対潜艦として運用可能な艦船に関する予備研究を指示した。この際には、トロール船や捕鯨船、掃海艇改修型、沿岸スループの急造対応型、そしてハント級駆逐艦が対象とされた。沿岸スループやハント級駆逐艦のような在来型の軍艦は、建造できる造船所が限られるうえに、主機として採用されていたギヤード・タービンやディーゼルエンジンは、戦時には不足することが予測された。これに対し、トロール船や捕鯨船のレシプロ蒸気機関であれば比較的容易に調達できるうえに、これらの船は比較的少ない要員で運用できた。
2月8日、グドール造艦局長（DNC）は、スミス・ドック社のエドワード・リード技師を訪ねた。リード技師は既に海軍向けの哨戒トローラーの設計を手がけており、より新しく高速のトロール船である「インペリアリスト」を紹介した。しかしグドール造艦局長は、むしろリード技師が最近設計した捕鯨船「サザン・プライド」（FV Southern Pride）および「ソンドラ」（FV Sondra）に興味を示した。トロール船の速力が11ノット程度であるのに対して捕鯨船は15ノットを発揮でき、これは用兵面で大きな意義があるものと考えられた。リード技師は、これらの捕鯨船を元に哨戒トローラーの技術を導入した艦であれば、建造期間6ヶ月で、3週間ごとに竣工できるとの見通しを示した。これを受けて、3月20日、第三海軍卿は、1940年度計画にこの対潜捕鯨船の建造を盛り込むことを提案した。
性能面では、1938年度計画で建造されていたギルモット級沿岸スループのほうが優れていたことから、対潜捕鯨船（A/S whaler）の設計と平行して、造艦局長はギルモット級を元に戦時急造に対応した派生型の検討も行わせていたが、やはり量産性がネックとなり、こちらは実現しなかった。既に戦争の脅威は急迫しているものと判断されており、帝国防衛委員会（CID）は1年以内に履行可能な計画を求めていた。このため、1939年7月に着手された戦時緊急計画に盛り込まれた哨戒艦艇10隻は、いずれも対潜捕鯨船とされた。これによって建造されたのが本級である。

## 設計
上記の経緯より、基本設計は「サザン・プライド」をベースとしているが、艦砲を搭載するため船首楼は延長された。また対潜戦の際の機動性を重視して、舵とその周囲の構造も変更された。船体は商船構造とされており、木材も多用された。小型で全長も短いため、重心が不安定で復原性能に問題があり、居住性は劣悪であった。このため、1940年11月1日、第三海軍卿はリード技師に対して改型の設計を要請した。この改型は、船首楼の延長などにより若干大型化し、メタセントリック高を抑えてローリング抑制を図ったもので、1941年中盤より建造に入った。
量産性を重視して、主機としては直立型4気筒3段膨張式レシプロ蒸気機関が搭載された。これはスミス・ドック社が第2次大戦の開戦直前に大型捕鯨船用として製作した機関の回転数とシリンダー径を増して出力を増大したものであった。主ボイラーとしては、原型では片面焚火の円缶、改型ではアドミラルティ式3胴型水管缶が採用されており、蒸気圧力はいずれも15.8 kgf/cm2 (225 lbf/in2)であった。戦時急造に対応するため、1軸推進とされており、主機関は機械室の中心線上に、主ボイラーはその前後の缶室に1缶ずつ収容されている。

## 装備
当初設計では、艦砲として艦橋直前の砲座に45口径10.2cm単装砲（BL 4インチ砲Mk.IX）を1基、対空兵器として後部上部構造物後方に39口径40mm単装機銃（2ポンド・ポンポン砲Mk.VIII）を搭載することとされていた。しかし大戦中に様々な改修が行われており、装備は非常に多彩となっている。艦砲としては40口径7.6cm高角砲を増備した艦や、これで4インチ砲を代替した艦もある。また高角機銃としては、40mm単装機銃に加えて70口径20mm機銃2～4門を搭載するのが一般的であったが、40mm単装機銃を搭載せずに20mm機銃3～6門とした艦もある。
またアメリカ海軍での運用艦においては、まず4インチ砲、後期艦ではさらに2ポンド砲も、50口径76mm単装砲に換装されている。
対潜兵器としては、艦尾に爆雷投下軌条2条を、後部上部構造物の両舷側にMk.II片舷用爆雷投射機（K砲）を1基ずつ備えており、爆雷の搭載数は40発であった。また後には搭載数を72発に増備するとともに、ヘッジホッグ対潜迫撃砲も後日装備した。
探信儀（ASDIC）としては、当初計画では哨戒トローラーと同じ123型を搭載する予定であったが、実際には駆逐艦と同じ128型に変更された（カナダでの建造艦は123型）。またレーダーとしては271型を搭載した。
| 原型                   | 改型                       |
| ---------------------- | -------------------------- |
| 45口径10.2cm単装砲×1基 |                            |
| 39口径40mm単装機銃×1基 |                            |
| 70口径20mm機銃×2～4門  | 70口径20mm機銃×3～8門      |
| －                     | ヘッジホッグ対潜迫撃砲×1基 |
| Mk.II 爆雷投射機×2基   | Mk.II 爆雷投射機×4基       |
| 爆雷投下軌条×2基       |                            |

## 配備
発注は1939年より開始され、1940年から1944年に至るまで、イギリスで140隻、カナダで123隻が建造され、またフランスでも自由フランス海軍向けの6隻が建造された。上記の経緯のとおり、本来は沿岸部・近海域での活動を主とする局地防衛用の艦であったが、戦局の窮迫を受けて船団護衛にも広く投入された。最終的に31隻の被害に対し、42隻の枢軸軍潜水艦を沈める戦果を残した。ただしやはり本質的に局地防衛艦であり、艦型の小ささと速力の遅さ、航続距離の短さによる外洋行動能力の低さが顕在化しており、本級の設計思想を踏まえて大型のリバー級フリゲートへと移行し、最終的にはアメリカのタコマ級フリゲートに引き継がれた。
戦時急造であったため、第二次大戦の終結後、イギリス海軍においては数年のうちに運用を終了したが、多数が海外へ輸出されて再就役した。また、元来が捕鯨船をベースとしていたことから、イギリス海軍予備員（RNR）など商船出身の乗組員にも運用が容易であり、戦後には110隻が商用転用されて売却されており、日本で捕鯨船として用いられた艦もある。
現在はカナダ海軍に属していた『サックビル』1隻のみ、ハリファックスで博物館船として保存されている。同艦はカナダで建造された艦で、復元に当たってはアイルランドから寄贈された同型艦のレーダーやソナーが取り付けられた。

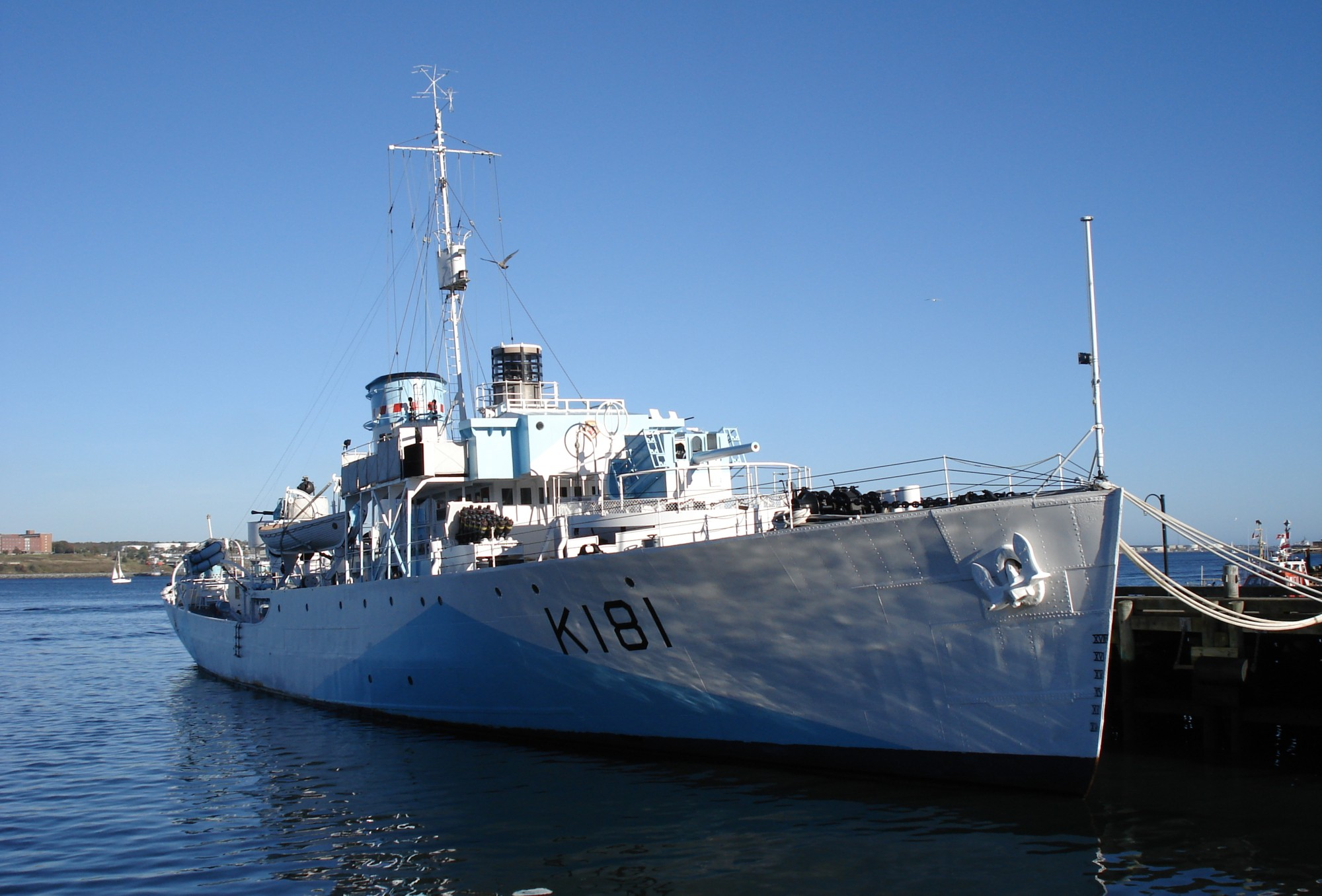
2006年10月、ノバスコシア州ハリファックスの大西洋海洋博物館の裏に係留され、1944年の状態に復元されたHMCSサックビル。

### 運用国
- イギリス海軍
- カナダ海軍 - ナパニー
- アメリカ海軍
- 自由フランス海軍
- ベルギー海軍
- ギリシャ海軍
- 王立インド海軍
- オランダ海軍
- ニュージーランド海軍
- ノルウェー海軍
- 南アフリカ海軍
- ドイツ国防軍海軍 - 建造途上で接収
- アルゼンチン海軍
- チリ海軍
- ドミニカ共和国海軍
- イスラエル海軍
- アイルランド海軍
- 南アフリカ海軍
- ベネズエラ海軍
- 中国人民解放軍海軍
- タイ海軍